# Presanella
De Presanella of Cima Presanella is met zijn 3.558 meter hoogte de hoogste top van de Adamello-Presanella Alpen in Italië. Dit massief behoort tot de zuidelijke Raetische Alpen, op zich een deel van de Zuidelijke Kalkalpen. De Presanella is een zogeheten ultra-prominente berg en torent zo'n 1600 meter uit boven de nabije Tonalepas.
De berg bevindt zich in het Nationale Park "Brenta".